# Temporada da NFL de 1978
A Temporada de 1978 da NFL foi a 59ª temporada regular da National Football League. Neste ano a liga expandiu o número de jogos da temporada de 14 para 16 partidas. Além disso, o formato dos playoffs foi expandido de 8 para 10 times adicionando mais um time pelo wild card (repescagem) em cada conferência. Os times de wild card iriam jogar um contra o outro com o vencedor avançando para a próxima fase.
A temporada se encerrou no Super Bowl XIII onde o Pittsburgh Steelers derrotou o Dallas Cowboys.

## Corrida pela divisão
A partir de 1978, dez times se qualificariam para os playoffs: o vencedor de cada divisão e dois times pelo wild-card (repescagem) em cada conferência. Os dois times de wild cards se enfrentariam e o vencedor pegaria um dos campeões de divisão que teve a melhor campanha. O desempate para decidir quem passaria a diante era o confronto direto, campanha dentro da divisão, retrospecto contra adversários em comum e de dentro da conferência.

### National Football Conference
| Semana | Eastern |      | Central |       | Western |      | Repescagem |       | Repescagem |       |
| ------ | ------- | ---- | ------- | ----- | ------- | ---- | ---------- | ----- | ---------- | ----- |
| 1      | 3 times | 1-0  | Chi,GB  | 1-0   | 3 times | 1-0  |            |       |            |       |
| 2      | Dal,Was | 2-0  | Chi,GB  | 2-0   | L.A.    | 2-0  |            |       |            |       |
| 3      | Wash.   | 3-0  | Chi.    | 3-0   | L.A.    | 3-0  |            |       |            |       |
| 4      | Wash.   | 4-0  | G.B.    | 3-1   | L.A.    | 4-0  | Chi.       | 3-1   | Dal.       | 3-1   |
| 5      | Wash.   | 5-0  | G.B.    | 4-1   | L.A.    | 5-0  | Chi.       | 3-2   | 3 times    | 3-2   |
| 6      | Wash.   | 6-0  | G.B.    | 5-1   | L.A.    | 6-0  | Dal.       | 4-2   | Chi.       | 3-3   |
| 7      | Wash.   | 6-1  | G.B.    | 6-1   | L.A.    | 7-0  | Dal.       | 5-2   | Phi.       | 4-3   |
| 8      | Wash.   | 6-2  | G.B.    | 6-2   | L.A.    | 7-1  | Dal.       | 6-2   | NYG        | 5-3   |
| 9      | Wash.   | 7-2  | G.B.    | 7-2   | L.A.    | 7-2  | Dal.       | 6-3   | Atl        | 5-4   |
| 10     | Wash.   | 7-3  | G.B.    | 7-3   | L.A.    | 8-2  | Atl.       | 6-4   | Min.       | 6-4   |
| 11     | Wash.   | 8-3  | Min.    | 7-4   | L.A.    | 9-2  | Atl.       | 7-4   | Dal.       | 7-4   |
| 12     | Wash.   | 8-4  | Min.    | 7-5   | L.A.    | 10-2 | Dal.       | 8-4   | Atl.       | 7-5   |
| 13     | Dal.    | 9-4  | Min.    | 7-5-1 | L.A.    | 10-3 | Atl.       | 8-5   | Wash.      | 8-5   |
| 14     | Dal.    | 10-4 | Min.    | 8-5-1 | L.A.    | 11-3 | G.B.       | 8-5-1 | Atl.       | 8-6   |
| 15     | Dal.    | 11-4 | Min.    | 8-6-1 | L.A.    | 11-4 | Atl.       | 9-6   | G.B.       | 8-6-1 |
| 16     | Dal.    | 12-4 | Min.    | 8-7-1 | L.A.    | 12-4 | Atl.       | 9-7   | Phi.       | 9-7   |

### American Football Conference
| Semana | Eastern |      | Central |      | Western |      | Repescagem |      | Repescagem |      |
| ------ | ------- | ---- | ------- | ---- | ------- | ---- | ---------- | ---- | ---------- | ---- |
| 1      | NYJ     | 1-0  | Cle,Pit | 1-0  | 3 times | 1-0  |            |      |            |      |
| 2      | NYJ     | 2-0  | Cle,Pit | 2-0  | 4 times | 1-1  |            |      |            |      |
| 3      | NYJ     | 2-1  | Cle,Pit | 3-0  | Den.    | 2-1  | Cle,Pit    | 3-0  | Hou        | 2-1  |
| 4      | NYJ     | 2-2  | Pitt    | 4-0  | Den.    | 3-1  | Cle.       | 3-1  | Hou        | 2-2  |
| 5      | Mia.    | 3-2  | Pitt    | 5-0  | Den.    | 4-1  | Hou.       | 3-2  | N.E.       | 3-2  |
| 6      | Mia.    | 4-2  | Pitt    | 6-0  | Den.    | 4-2  | N.E.       | 4-2  | Oak.       | 4-2  |
| 7      | Mia.    | 5-2  | Pitt    | 7-0  | Den.    | 5-2  | N.E.       | 5-2  | Oak.       | 5-2  |
| 8      | N.E.    | 6-2  | Pitt    | 7-1  | Den.    | 5-3  | Hou.       | 5-3  | NYJ        | 5-3  |
| 9      | N.E.    | 7-2  | Pitt    | 8-1  | Den.    | 6-3  | Mia.       | 6-3  | Hou.       | 5-4  |
| 10     | N.E.    | 8-2  | Pitt    | 9-1  | Den.    | 6-4  | Mia.       | 7-3  | Hou.       | 6-4  |
| 11     | N.E.    | 8-3  | Pitt    | 9-2  | Den.    | 7-4  | Mia.       | 8-3  | Hou.       | 7-4  |
| 12     | N.E.    | 9-3  | Pitt    | 10-2 | Den.    | 8-4  | Hou.       | 8-4  | Mia.       | 8-4  |
| 13     | N.E.    | 10-3 | Pitt    | 11-2 | Den.    | 8-5  | Hou.       | 9-4  | Mia.       | 8-5  |
| 14     | N.E.    | 10-4 | Pitt    | 12-2 | Den.    | 9-5  | Hou.       | 9-5  | Mia.       | 9-5  |
| 15     | N.E.    | 11-4 | Pitt    | 13-2 | Den.    | 10-5 | Hou.       | 10-5 | Mia.       | 10-5 |
| 16     | N.E.    | 11-5 | Pitt    | 14-2 | Den.    | 10-6 | Mia.       | 11-5 | Hou.       | 10-6 |

## Classificação
V = Vitórias, D = Derrotas, E = Empates, PCT = porcentagem de vitórias, PF= Pontos feitos, PS = Pontos sofridos
 x  - marca os times classificados pelo wild card (repescagem),  y  - marca os times que levaram o titulo de suas divisões
| AFC East               |    |    |   |      |     |     |
| Time                   | V  | D  | E | PCT  | PF  | PS  |
| y-New England Patriots | 11 | 5  | 0 | .688 | 358 | 286 |
| x-Miami Dolphins       | 11 | 5  | 0 | .688 | 372 | 254 |
| New York Jets          | 8  | 8  | 0 | .500 | 359 | 364 |
| Buffalo Bills          | 5  | 11 | 0 | .313 | 302 | 354 |
| Baltimore Colts        | 5  | 11 | 0 | .313 | 239 | 421 |
| AFC Central            |    |    |   |      |     |     |
| Time                   | V  | D  | E | PCT  | PF  | PS  |
| y-Pittsburgh Steelers  | 14 | 2  | 0 | .875 | 356 | 195 |
| x-Houston Oilers       | 10 | 6  | 0 | .625 | 283 | 298 |
| Cleveland Browns       | 8  | 8  | 0 | .500 | 334 | 356 |
| Cincinnati Bengals     | 4  | 12 | 0 | .250 | 252 | 284 |
| AFC West               |    |    |   |      |     |     |
| Time                   | V  | D  | E | PCT  | PF  | PS  |
| y-Denver Broncos       | 10 | 6  | 0 | .625 | 282 | 198 |
| Oakland Raiders        | 9  | 7  | 0 | .563 | 311 | 283 |
| Seattle Seahawks       | 9  | 7  | 0 | .563 | 345 | 358 |
| San Diego Chargers     | 9  | 7  | 0 | .563 | 355 | 309 |
| Kansas City Chiefs     | 4  | 12 | 0 | .250 | 243 | 327 |

| NFC East              |    |    |   |      |     |     |
| Time                  | V  | D  | E | PCT  | PF  | PS  |
| y-Dallas Cowboys      | 12 | 4  | 0 | .750 | 384 | 208 |
| x-Philadelphia Eagles | 9  | 7  | 0 | .563 | 270 | 250 |
| Washington Redskins   | 8  | 8  | 0 | .500 | 273 | 283 |
| St. Louis Cardinals   | 6  | 10 | 0 | .375 | 248 | 296 |
| New York Giants       | 6  | 10 | 0 | .375 | 264 | 298 |
| NFC Central           |    |    |   |      |     |     |
| Time                  | V  | D  | E | PCT  | PF  | PS  |
| y-Minnesota Vikings   | 8  | 7  | 1 | .531 | 294 | 306 |
| Green Bay Packers     | 8  | 7  | 1 | .531 | 249 | 269 |
| Detroit Lions         | 7  | 9  | 0 | .438 | 290 | 300 |
| Chicago Bears         | 7  | 9  | 0 | .438 | 253 | 274 |
| Tampa Bay Buccaneers  | 5  | 11 | 0 | .313 | 241 | 259 |
| NFC West              |    |    |   |      |     |     |
| Time                  | V  | D  | E | PCT  | PF  | PS  |
| y-Los Angeles Rams    | 12 | 4  | 0 | .750 | 316 | 245 |
| x-Atlanta Falcons     | 9  | 7  | 0 | .563 | 240 | 290 |
| New Orleans Saints    | 7  | 9  | 0 | .438 | 281 | 298 |
| San Francisco 49ers   | 2  | 14 | 0 | .125 | 219 | 350 |

### Desempates
- New England terminou à frente de Miami na AFC East baseado em uma melhor campanha dentro da divisão (6-2 contra 5-3 do Dolphins).
- Buffalo terminou à frente de Baltimore na AFC East baseado num melhor retrospecto no confronto direto (2-0).
- Oakland, Seattle e San Diego terminaram em 2º, 3º e em 4º, respectivamente, na AFC West baseado num melhor retrospecto contra adversários em comum (6-2 contra 5-3 do Seahawks e 4-4 do Chargers).
- Minnesota terminou à frente de Green Bay na NFC North baseado num melhor retrospecto no confronto direto (1-0-1).
- Los Angeles ficou em primeiro na NFC sobre Dallas baseado num melhor retrospecto no confronto direto entre as equipes (1-0).
- Detroit terminou à frente de Chicago na NFC Central baseado num melhor retrospecto no confronto direto (4-4 conra 3-5 do Bears).
- Atlanta terminou em primeiro na NFC Wild Card baseado em uma melhor campanha dentro da conferência do que Philadelphia (8-4 contra 6-6 do Eagles).
- St. Louis terminou à frente de N.Y. Giants na NFC East baseado em uma melhor campanha dentro da divisão (3-5 contra 2-6 do Giants).

## Playoffs
| *Nota: Dois times de mesma divisão não podiam disputar jogos do divisional playoffs. |                                                |                                                |                                                |                                         |                |                                       |                                       |                                       |        |                                   |                 |                 |  |  |  |  |  |  |
|                                                                                      |                                                |                                                |                                                |                                         |                |                                       |                                       |                                       |        |                                   |                 |                 |  |  |  |  |  |  |
|                                                                                      |                                                |                                                |                                                |                                         |                | Playoffs de Divisão                   |                                       |                                       |        |                                   |                 |                 |  |  |  |  |  |  |
|                                                                                      |                                                |                                                |                                                |                                         |                | 31 de dezembro - Foxboro Stadium      |                                       |                                       |        |                                   |                 |                 |  |  |  |  |  |  |
|                                                                                      | Jogo de Wild Card da AFC                       | Jogo de Wild Card da AFC                       | Jogo de Wild Card da AFC                       | Campeão da AFC                          | Campeão da AFC | Campeão da AFC                        |                                       |                                       |        |                                   |                 |                 |  |  |  |  |  |  |
|                                                                                      | Jogo de Wild Card da AFC                       | Jogo de Wild Card da AFC                       | Jogo de Wild Card da AFC                       | Campeão da AFC                          | Campeão da AFC | Campeão da AFC                        | 5                                     | Houston                               | 31     |                                   |                 |                 |  |  |  |  |  |  |
|                                                                                      | 24 de dezembro - Miami Orange Bowl             | 24 de dezembro - Miami Orange Bowl             | 24 de dezembro - Miami Orange Bowl             |                                         |                | 7 de janeiro - Three Rivers Stadium   | 7 de janeiro - Three Rivers Stadium   | 7 de janeiro - Three Rivers Stadium   | 31     |                                   |                 |                 |  |  |  |  |  |  |
|                                                                                      | 24 de dezembro - Miami Orange Bowl             | 24 de dezembro - Miami Orange Bowl             | 24 de dezembro - Miami Orange Bowl             | 2*                                      | New England    | 7 de janeiro - Three Rivers Stadium   | 7 de janeiro - Three Rivers Stadium   | 7 de janeiro - Three Rivers Stadium   | 14     |                                   |                 |                 |  |  |  |  |  |  |
|                                                                                      | 5                                              | Houston                                        | 17                                             | 2*                                      | New England    | 5                                     | Houston                               | 5                                     | 14     |                                   |                 |                 |  |  |  |  |  |  |
|                                                                                      | 5                                              | Houston                                        | 17                                             | 30 de dezembro - Three Rivers Stadium   |                | 5                                     | Houston                               | 5                                     |        |                                   |                 |                 |  |  |  |  |  |  |
|                                                                                      | 4                                              | Miami                                          | 9                                              |                                         |                | 1                                     | Pittsburgh                            | 34                                    |        | Super Bowl XIII                   | Super Bowl XIII | Super Bowl XIII |  |  |  |  |  |  |
|                                                                                      | 4                                              | Miami                                          | 9                                              | 3                                       | Denver         | 1                                     | Pittsburgh                            | 34                                    | 10     | Super Bowl XIII                   | Super Bowl XIII | Super Bowl XIII |  |  |  |  |  |  |
|                                                                                      |                                                |                                                |                                                | 3                                       | Denver         |                                       |                                       |                                       | 10     | 21 de janeiro - Miami Orange Bowl |                 |                 |  |  |  |  |  |  |
|                                                                                      | 1*                                             | Pittsburgh                                     | 33                                             |                                         |                |                                       |                                       |                                       |        |                                   |                 |                 |  |  |  |  |  |  |
|                                                                                      | 1*                                             | Pittsburgh                                     | 33                                             | A1                                      | Pittsburgh     | 35                                    |                                       |                                       |        |                                   |                 |                 |  |  |  |  |  |  |
|                                                                                      | 30 de dezembro - Texas Stadium                 |                                                |                                                | A1                                      | Pittsburgh     | 35                                    |                                       |                                       |        |                                   |                 |                 |  |  |  |  |  |  |
|                                                                                      | Jogo de Wild Card da NFC                       | Jogo de Wild Card da NFC                       | Jogo de Wild Card da NFC                       | Campeão da NFC                          | Campeão da NFC | Campeão da NFC                        |                                       | N2                                    | Dallas | 31                                |                 |                 |  |  |  |  |  |  |
|                                                                                      | Jogo de Wild Card da NFC                       | Jogo de Wild Card da NFC                       | Jogo de Wild Card da NFC                       | Campeão da NFC                          | Campeão da NFC | Campeão da NFC                        | 4                                     | N2                                    | Dallas | 31                                | Atlanta         | 20              |  |  |  |  |  |  |
|                                                                                      | 24 de dezembro - Atlanta Fulton County Stadium | 24 de dezembro - Atlanta Fulton County Stadium | 24 de dezembro - Atlanta Fulton County Stadium |                                         |                | 7 de janeiro - L.A. Memorial Coliseum | 7 de janeiro - L.A. Memorial Coliseum | 7 de janeiro - L.A. Memorial Coliseum |        |                                   |                 | 20              |  |  |  |  |  |  |
|                                                                                      | 24 de dezembro - Atlanta Fulton County Stadium | 24 de dezembro - Atlanta Fulton County Stadium | 24 de dezembro - Atlanta Fulton County Stadium | 2*                                      | Dallas         | 7 de janeiro - L.A. Memorial Coliseum | 7 de janeiro - L.A. Memorial Coliseum | 7 de janeiro - L.A. Memorial Coliseum | 27     |                                   |                 |                 |  |  |  |  |  |  |
|                                                                                      | 5                                              | Philadelphia                                   | 13                                             | 2*                                      | Dallas         | 2                                     | Dallas                                | 28                                    | 27     |                                   |                 |                 |  |  |  |  |  |  |
|                                                                                      | 5                                              | Philadelphia                                   | 13                                             | 31 de dezembro - L.A. Memorial Coliseum |                | 2                                     | Dallas                                | 28                                    |        |                                   |                 |                 |  |  |  |  |  |  |
|                                                                                      | 4                                              | Atlanta                                        | 14                                             |                                         |                | 1                                     | L.A. Rams                             | 0                                     |        |                                   |                 |                 |  |  |  |  |  |  |
|                                                                                      | 4                                              | Atlanta                                        | 14                                             | 3                                       | Minnesota      | 1                                     | L.A. Rams                             | 0                                     | 10     |                                   |                 |                 |  |  |  |  |  |  |
|                                                                                      |                                                |                                                |                                                | 3                                       | Minnesota      |                                       |                                       |                                       |        |                                   |                 |                 |  |  |  |  |  |  |
|                                                                                      | 1*                                             | L.A. Rams                                      | 34                                             |                                         |                |                                       |                                       |                                       |        |                                   |                 |                 |  |  |  |  |  |  |
|                                                                                      | 1*                                             | L.A. Rams                                      | 34                                             |                                         |                |                                       |                                       |                                       |        |                                   |                 |                 |  |  |  |  |  |  |

### AFC
- Wild-Card playoff: Houston 17, MIAMI 9
- Divisional playoffs: Houston 31, NEW ENGLAND 14; PITTSBURGH 33, Denver 10
- AFC Championship: PITTSBURGH 34, Houston 5 no Three Rivers Stadium, Pittsburgh, Pensilvânia, 7 de janeiro de 1979

### NFC
- Wild-Card playoff: ATLANTA 14, Philadelphia 13
- Divisional playoffs: DALLAS 27, Atlanta 20; LOS ANGELES 34, Minnesota 10
- NFC Championship: Dallas 28, LOS ANGELES 0 no Los Angeles Memorial Coliseum, Los Angeles, Califórnia, 7 de janeiro de 1979

### Super Bowl
- Super Bowl XIII: Pittsburgh (AFC) 35, Dallas (NFC) 31, no Miami Orange Bowl, Miami, Flórida, 21 de janeiro de 1979